# Oskar Wagener
Oskar Wagener (* 18. Januar 1878 in Bremen; † 26. Februar 1942 in Göttingen) war ein deutscher Hals-Nasen-Ohren-Arzt.

## Leben
Oskar Wagener wurde als Sohn eines Gymnasialprofessors geboren. Er studierte an der Ruprecht-Karls-Universität Heidelberg und der Christian-Albrechts-Universität zu Kiel Medizin. 1902 wurde er in Kiel zum Dr. med. promoviert.
In Heidelberg erhielt er auch seine Fachausbildung bei Carl Adolf Passow. Wagener war zunächst Professor für Ohren-, Hals- und Nasenkrankheiten an der Königlichen Universität zu Greifswald. 1917 wechselte er auf den Lehrstuhl für Ohren-, Hals- und Nasenkrankheiten der Philipps-Universität Marburg, 1922 an die Georg-August-Universität Göttingen und später an die Universität Leipzig.

## Veröffentlichungen
- Kritische Bemerkungen über das Empyem des Saccus endolymphaticus und die Bedeutung des Aquaeductus vestibuli als Infektionsweg. European Archives of Oto-Rhino-Laryngology 68 (1906)
- Unterricht in der Laryngologie, Rhinologie und Otologie: Methoden, Hilfsmittel, Prüfung